# سیمونا آتزوری
سیمونا آتزوری (زادهٔ ۱۸ ژوئن ۱۹۷۴) هنرمند و رقصنده ی معلول ایتالیایی است که در میلان متولد شد. سیمونا بدون هر دو دست به دنیا آمد و از پاهایش برای کشیدن نقاشی، نوشتن و انجام تمام فعالیت‌های روزانه دیگر استفاده می‌کند.
درسنین پایین، تلاش کردند تا برای سیمونا دست مصنوعی قرار دهند.
اما او خیلی سریع آنها را رد کرد چون می‌گفت بسیارسنگین و کم کاربرد بود و استفاده از پاهایش درکارهای روزمره آسان‌تر بوده‌است.
سیمونا نقاشی را از ۴ سالگی شروع کرد و به زودی استعداد او مورد توجه هنرمند ماریو بارزون قرار گرفت. در سال ۱۹۸۳ بورسیه ای از انجمن هنرمندان نقاشی دهان و پا جهان به او اعطا شد. لحظهٔ تعیین‌کننده در اوایل کار او، حضور پاپ ژان پل دوم بود که در آن زمان، او پرتره ای از خود را به او تقدیم کرد.
سیمونا در سن ۶ سالگی شروع به رقصیدن کرد. علیرغم برخی مخالفت‌های اولیه از سوی معلمان که احساس می‌کردند که با این شرایط جسمی سیمونا، رقص مناسب او نیست، عزم خود و حمایت قوی مادرش او را قادر ساخت تا در رشته‌ای که معمولاً مناسب افراد غیرمعلول است موفق شود.
سیمونا در سال ۱۹۹۶، تحصیلات خود را در دانشگاه وسترن انتاریو در کانادا آغاز کرد. تحصیل او در رشته هنرهای تجسمی به او این امکان را داد که دو احساس زندگی خود (هنرهای تجسمی و رقص) را با هم ترکیب کند و در سال ۲۰۰۱ با ممتاز فارغ‌التحصیل شد.
بعدها سیمونا با جشنواره رقص پسکارا همراه شد و جایزه آتزوری را به این رویداد اهدا کرد که به رقصندگان و طراحان رقص داده می‌شود. او همچنان به اجرا و نمایش آثار خود در سراسر جهان ادامه می‌دهد.
در ۱۰ مارس ۲۰۰۶، سیمونا در مراسم افتتاحیه بازی‌های پارالمپیک در تورین یک برنامه رقص را اجرا کرد.